# Тома, Санда (академическая гребля)
Са́нда То́ма (рум. Sanda Toma; род. 24 февраля 1956, Штефанешты) — румынская гребчиха, чемпионка Олимпийских игр.

## Карьера
На Олимпиаде в Москве Санда Тома выиграла золотую медаль в гребле на лодке-одиночке.